# Peter Strang

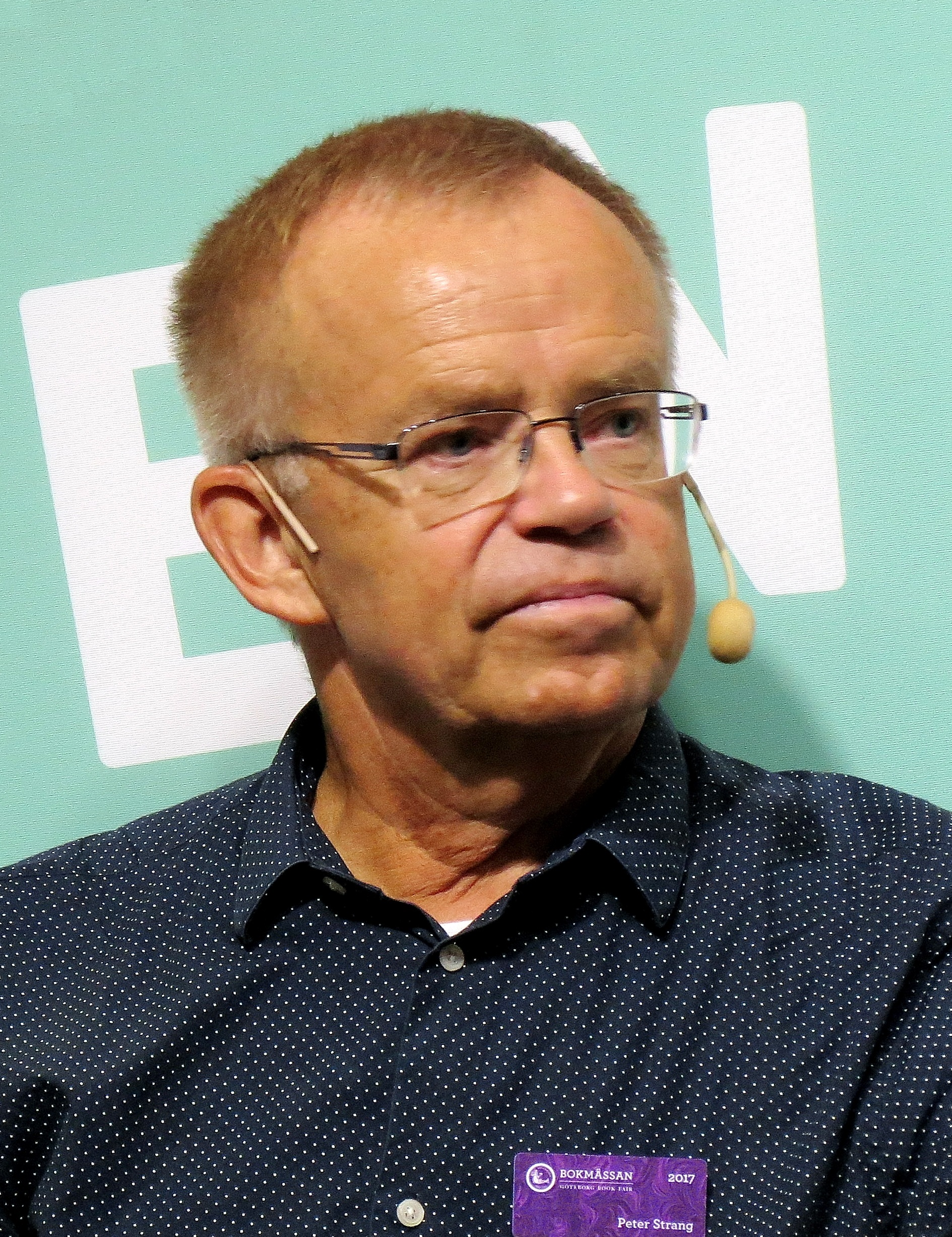
Peter Strang, 2017.

Peter Mikael Strang, född 1 augusti 1957 i Karleby, Finland, är en finlandssvensk läkare, specialist i onkologi och professor i palliativ medicin vid Karolinska Institutet i Stockholm. Han är även kliniskt verksam som överläkare vid stiftelsen Stockholms sjukhems palliativa sektion och FoUU-enhet (Forskning, Utveckling och Utbildning). Han är (2018) också verksam som vetenskaplig ledare vid PKC, Palliativt kunskapscentrum i Stockholms län.
Strang har skrivit flera böcker om cancer, palliativ vård, smärta och existentiella frågor. Han har även skrivit existentiella tankeböcker som riktar sig till allmänheten, till exempel Livsglädjen och det djupa allvaret (2007) och Så länge vi lever (2013). År 2017 debuterade han som romanförfattare med den existentiellt inriktade romanen I skuggan av sommaren.
2012 medverkade han tre gånger i Filosofiska rummet i radions P1 och hösten 2013 medverkade han som expert i SVT-serien Döden, döden, döden.. Peter Strang har också medverkat i TV produktioner som "En bok, en författare" och "Malou efter tio" och har flera gånger medverkat i radions P1 i "Kropp och själ". År 2023 var Peter Strang sommarpratare i Finland i Radio Vega, dvs YLEs finlandssvenska radiokanal. 
Strangs vetenskapliga publicering hade (2025) enligt den internationella plattformen Scholar GPS över 7 000 citeringar och ett h-index på 47. Enligt samma plattform var han (2025) rankad som nummer 19 i världen inom sitt forskningsområde palliativ medicin och palliativ vård.